# Treville
Treville, (Tërvila en piemontès) és un municipi situat al territori de la província d'Alessandria, a la regió del Piemont (Itàlia).
Limita amb els municipis de Cereseto, Ozzano Monferrato i Sala Monferrato.

## Galeria fotogràfica

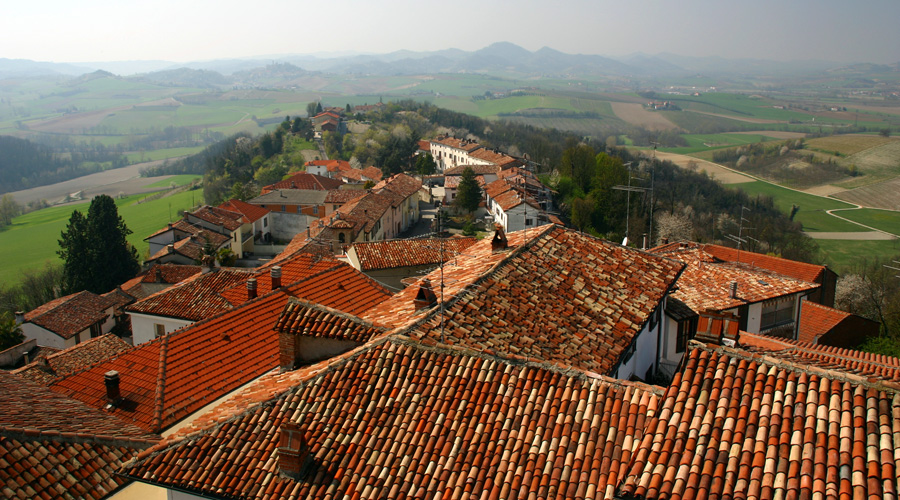
Panorama de Treville
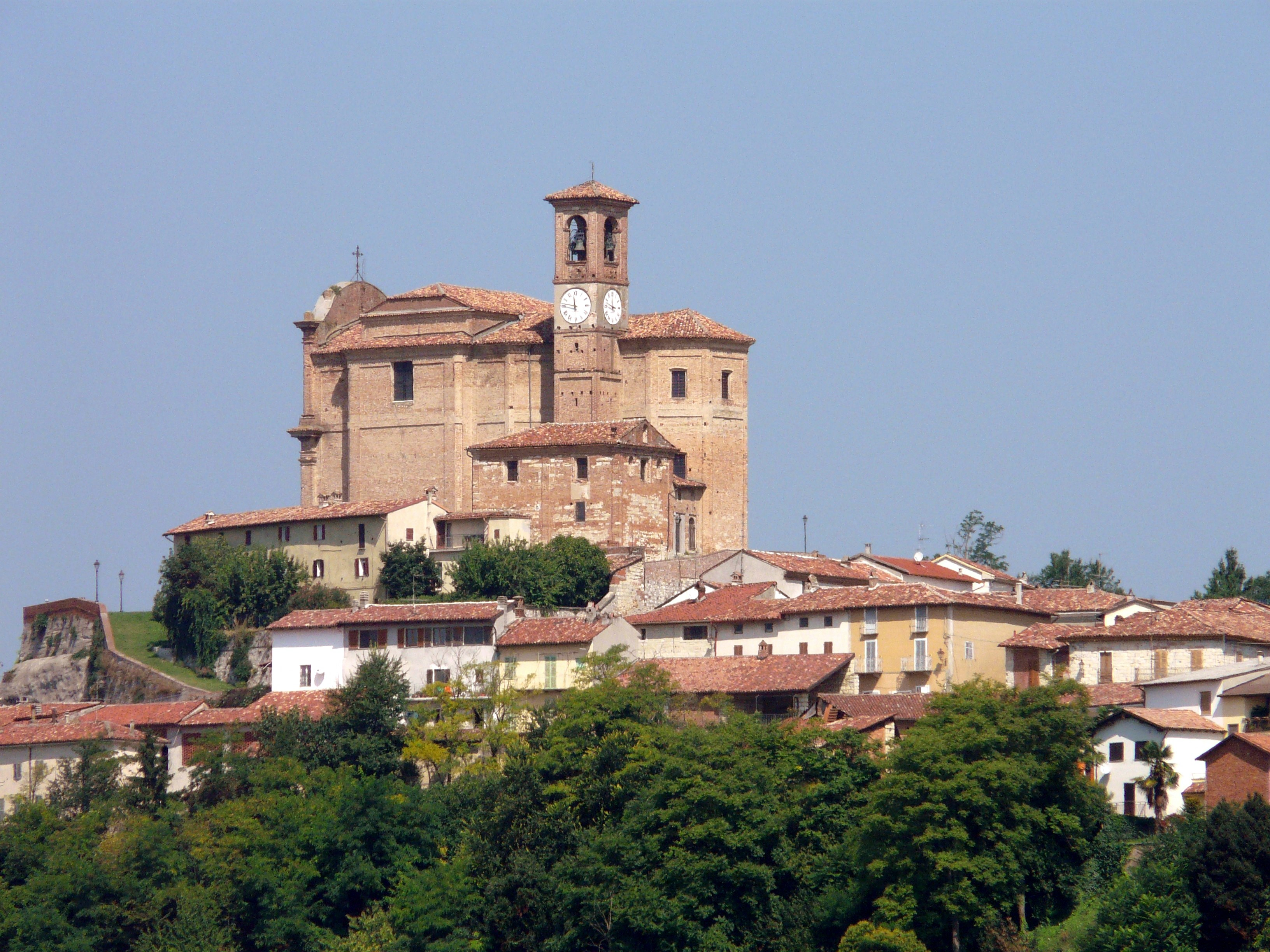
Treville
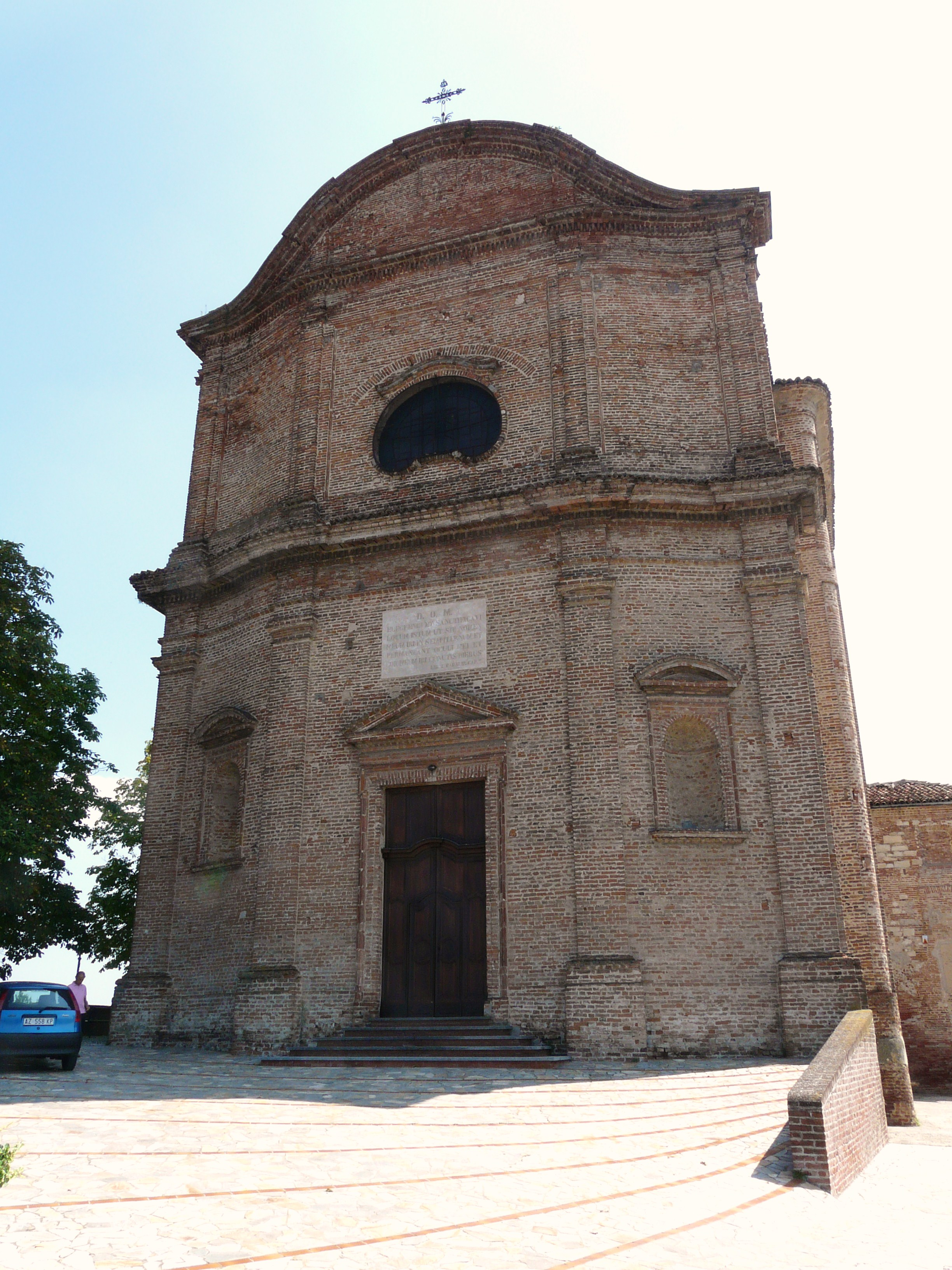
Església de Sant'Ambrogio
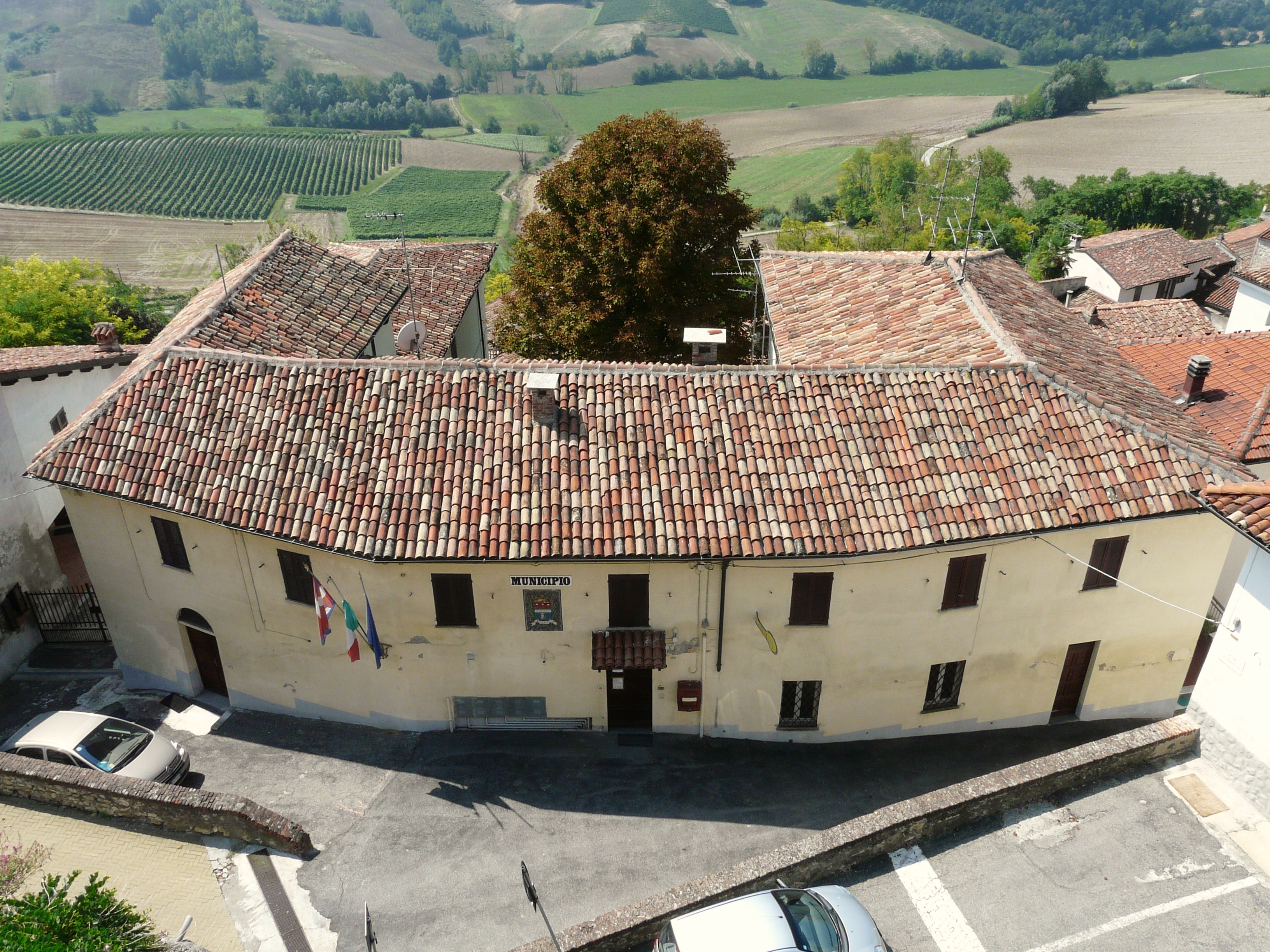
Ajuntament